# Nescicroa smaragdula
Nescicroa smaragdula är en insektsart som först beskrevs av Bates 1865.  Nescicroa smaragdula ingår i släktet Nescicroa och familjen Diapheromeridae. Inga underarter finns listade i Catalogue of Life.